# Homaluroides distinctus
Homaluroides distinctus är en tvåvingeart som först beskrevs av Becker 1912.  Homaluroides distinctus ingår i släktet Homaluroides och familjen fritflugor. Inga underarter finns listade i Catalogue of Life.